# 이용훈 (1973년)
이용훈(李勇勳, 1973년 11월 22일 ~ )은  대한민국의 성악가이다.
서울대학교와 뉴 스쿨에서 음악을 공부했다.

## 추가 자료
- Pillans, Tom (2013년 7월 9일). “Yonghoon Lee a powerful tenor in Sydney Opera House's Tosca”. Daily Telegraph. 2014년 12월 17일에 확인함.